# 險峰懸壁
險峰懸壁，是美國出生的日本純種競賽馬匹。生涯活躍於短途賽事，曾於2022年贏得短途馬錦標冠軍。

## 出賽前
2015年4月25日出生於美國North Hills，所有權歸於牧場負責人前田幸治旗下並被引入日本。
其後交由栗東訓練中心練馬師池江泰壽訓練。

## 競賽生涯

### 2歲
2017年9月9日出戰阪神競馬場2歲新馬戰，比賽初段於先頭位置推進，然而進入直路時候突然抽出大外檔位置浪費腳程，所幸於騎師武豐修正下其重回正軌，最終爆發出末腳速度之下超越前方所有對手，以1 1/4馬位取得首勝。
11月11日出戰每日盃兩歲錦標，由於上仗的騎師武豐受傷，因而由來日客串的艾兆禮代打策騎。比賽開始後，其於內欄中團位置逐步推進，於比賽途中受到比賽中止而後退的Megaregion影響下自身亦稍爲墮後。進入直路後，縱然其處於不利的位置，但仍然可以於內欄位置爆發速度衝出，最終迫近甚至超越前方領放的勝治下成功取得首個分級賽冠軍。
其後增程度出戰本年度升格爲一級賽的希望錦標，比賽途中無視前方的快步速，選擇於中團靠後位置推進。通過第三彎道後，其抽出外檔並不斷迫近前方領先的Sans Rival，並於直路上取得領先。然而於直路中段，大外檔的Time Flyer突然發力並轟出全場最快末腳，險峰懸壁無法阻止對手的攻勢下被超越及拉開，最終以1 1/4馬位差距落敗得第二。

### 3歲
2018年其以彌生賞作爲年度首戰，賽前獲得第四人氣。比賽開始後，其於先頭約莫第四的位置展開推進，於比賽途中保持穩定的速度。進入直路後，其隨即以優秀的加速力衝出，可惜仍然未能壓制野田優驥及華格納，最終以三落敗。
其後出戰皋月賞及東京優駿（日本打吡），然而表現慘淡之下分別以第九及第十七大敗。
於經典三冠戰線大敗後，陣營意識到其於距離適性上的不足，且考慮其父系血統下，決定安排其遠征美國出戰育馬者盃一哩大賽。然而於國際評分不足下遠征計劃被擱置，最終只好繼續留於國內作賽。
放草後其出戰富士錦標，但於其中僅獲得第七，其後出戰一哩冠軍賽更以第十六大敗。

### 4歲
2019年其僅出戰四場賽事，然而無一能掄元，最佳戰績爲於京成盃秋季讓賽中取得第三。

### 5歲
2020年初出戰表列賽新年錦標，於其中以優秀的速度於直路一早領先，最終以3/4馬位優秀取勝。
然而其後再度陷入低潮，春季於東風錦標及打吡公爵挑戰盃均以第十大敗，進入秋季後於關屋紀念亦以第十一大敗，其後才於京成盃秋季讓賽稍爲回勇跑獲一直第四。
10月8日出戰表列賽信越錦標，比賽初段保持於先頭位置，進入直路後成功加速超越前方領放的Cagliostro，最終拉開1 1/4馬位取得冠軍。
12月26日出戰阪神盃，但於其中僅以第七完賽。

### 6歲
2021年年初出戰阪急盃，本次比賽其選擇於先頭位置緊追領放的拉丁城市推進，然而於直路上其未能最上對手下再被位置稍後的覓奇生輝超越，最終以第三完賽。
4月11日出戰表列賽春雷錦標，開閘後以積極的動作搶佔第四左右的先頭位置，進入直路後隨即加速取得，及後不斷衝刺拉開對手下將優勢擴大，最終拋離第二的媚麗心2 1/2馬位取得冠軍。
進入秋季後其出戰北九州紀念、人馬錦標及短途馬錦標，然而發揮不佳下分別以第七、第四及第十一落敗。

### 7歲
2022年以絲路錦標作爲年度首戰，但於本次比賽在直路上出現失速，最終以第十三大敗。
3月5日出戰海洋錦標，其於比賽途中一直保持於有利位置，於直路上開始逐步加速，並於最後關頭成功透出下以3/4馬位優勢壓贏後上馬日照飛駿，取得暌違4年4個月的分級賽冠軍之餘，亦爲騎師荻野極帶來首個分級賽優勝。
3月27日乘勢出戰高松宮紀念，比賽初段於第二的位置以不俗的節奏推進，然而進入直路後因受到軟地的影響無法保持速度，最終不斷失速以第十一大敗。
放草約5個月後，其出戰8月的北九州紀念。比賽開始後，其雖然處於外檔的位置起步，但仍然於積極搶佔位置下進佔中團，並於第四彎道後再度抽出外檔加速。但於進入直路後，由於其在比賽途中不斷變換內外檔的位置，導致其體力漸失，最終無法發力加速下以尾二第十七慘敗。
10月2日出戰短途馬錦標，由於其在此前兩戰均取得大敗的戰績，因而賽前僅獲得第八人氣。比賽開始後，前方由竹園飛劍帶出，險峰懸壁和第一人氣的齊叫好於先頭位置推進，而第二人氣的奈村佳盈及第三人氣的速度大師則於中團左右位置。進入直路後，其隨即順應騎師荻野的指揮，發揮優秀的加速力逐步於直路拉開和後方的距離，最終擊退以凌厲姿態後上的出奇致勝及奈村佳盈爆冷奪得首個一級賽冠軍，亦爲騎師荻野帶來首個一級賽優勝，更達成了母子制霸。
其後陣營安排其遠征香港出戰香港短途錦標，然而未能壓制一衆國際強敵下以第十二大敗。
回國後，陣營決定安排其退役，並於12月19日取消日本中央競馬會的賽駒註冊。

### 詳細賽績
| 日期       | 舉辦國家/地區 | 馬場 | 距離    | 級別 | 賽事名稱       | 負重 | 騎師       | 馬號 | 出賽前 | 名次 | 時間    | 頭馬（二馬）      |
| ---------- | ------------- | ---- | ------- | ---- | -------------- | ---- | ---------- | ---- | ------ | ---- | ------- | ----------------- |
| 9/9/2017   | 日本          | 阪神 | 草1600  |      | 2歲新馬        | 54   | 武豐       | 6    | 11     | 1    | 1:37.3  | （Lord Lanakila） |
| 11/11/2017 | 日本          | 京都 | 草1600  | GII  | 每日盃兩歲錦標 | 55   | 艾兆禮     | 3    | 9      | 1    | 1:36.3  | （勝治）          |
| 12/28/2017 | 日本          | 中山 | 草2000  | GI   | 希望錦標       | 55   | 武豐       | 15   | 17     | 2    | 2:01.6  | Time Flyer        |
| 4/3/2018   | 日本          | 中山 | 草2000  | GII  | 彌生賞         | 56   | 武豐       | 3    | 10     | 3    | 2:01.3  | 野田優驥          |
| 15/4/2018  | 日本          | 中山 | 草2000  | GI   | 皋月賞         | 57   | 武豐       | 3    | 16     | 9    | 2:01.8  | 金紀元            |
| 27/5/2018  | 日本          | 東京 | 草2400  | GI   | 東京優駿       | 57   | 武豐       | 11   | 18     | 17   | 2:25.4  | 華格納            |
| 20/10/2018 | 日本          | 東京 | 草1600  | GIII | 富士錦標       | 54   | 武豐       | 18   | 18     | 7    | 1:32.4  | 火之呼喚          |
| 18/11/2018 | 日本          | 京都 | 草1600  | GI   | 一哩冠軍賽     | 56   | 武豐       | 11   | 18     | 16   | 1:34.0  | 絕嶺之峽          |
| 3/2/2019   | 日本          | 東京 | 草1600  | GIII | 東京新聞盃     | 56   | 武豐       | 11   | 15     | 14   | 1:33.2  | 冠軍車手          |
| 21/7/2019  | 日本          | 中京 | 草1600  | GIII | 中京紀念       | 55   | 藤井勘一郎 | 4    | 16     | 6    | 1:34.1  | 盡情享受          |
| 8/9/2019   | 日本          | 中山 | 草1600  | GIII | 京成盃秋季讓賽 | 55   | 藤井勘一郎 | 2    | 16     | 3    | 1:30.9  | Trois Etoiles     |
| 19/10/2019 | 日本          | 東京 | 草1600  | GIII | 富士錦標       | 56   | 藤井勘一郎 | 13   | 18     | 18   | 1:34.4  | 樸素無華          |
| 18/1/2020  | 日本          | 中山 | 草1600  | L    | 新年錦標       | 57   | 藤井勘一郎 | 5    | 16     | 1    | 1:35.8  | （Shiny Beam）    |
| 15/3/2020  | 日本          | 中山 | 草1600  | L    | 東風錦標       | 58   | 藤井勘一郎 | 12   | 16     | 10   | 1:35.1  | Stormy Sea        |
| 4/4/2020   | 日本          | 中山 | 草1600  | GIII | 打吡公爵挑戰盃 | 56   | 藤井勘一郎 | 3    | 16     | 10   | 1:33.6  | 賢者              |
| 16/8/2020  | 日本          | 新潟 | 草1600  | GIII | 關屋紀念       | 57   | 藤井勘一郎 | 7    | 18     | 11   | 1:34.2  | 里見阿瑟          |
| 13/9/2020  | 日本          | 中山 | 草1600  | GIII | 京成盃秋季讓賽 | 56   | 藤井勘一郎 | 7    | 16     | 4    | 1:34.1  | Trois Etoiles     |
| 18/10/2020 | 日本          | 新潟 | 草1400  | L    | 信越錦標       | 56   | 荻野極     | 11   | 16     | 1    | 1:20.9  | （Cagliostro）    |
| 26/12/2020 | 日本          | 阪神 | 草1400  | GII  | 阪神盃         | 57   | 荻野極     | 11   | 16     | 7    | 1:20.2  | 野田幻想          |
| 28/2/2021  | 日本          | 阪神 | 草1400  | GIII | 阪急盃         | 56   | 荻野極     | 13   | 17     | 3    | 1:19.6  | 拉丁城市          |
| 11/4/2021  | 日本          | 中山 | 草1200  | L    | 春雷錦標       | 57   | 荻野極     | 11   | 16     | 1    | 1:07.3  | （媚麗心）        |
| 22/8/2021  | 日本          | 小倉 | 草1200  | GIII | 北九州紀念     | 57.5 | 福永祐一   | 7    | 18     | 7    | 1:08.6  | 好加好            |
| 12/9/2021  | 日本          | 中京 | 草1200  | GII  | 人馬錦標       | 56   | 濱中俊     | 10   | 17     | 4    | 1:07.4  | 拉丁城市          |
| 3/10/2021  | 日本          | 中山 | 草1200  | GI   | 短途馬錦標     | 57   | 濱中俊     | 11   | 16     | 11   | 1:08.1  | 妙發靈機          |
| 30/1/2022  | 日本          | 中京 | 草1200  | GIII | 絲路錦標       | 57.5 | 荻野極     | 17   | 18     | 13   | 1:09.1  | 齊叫好            |
| 5/3/2022   | 日本          | 中山 | 草1200  | GIII | 海洋錦標       | 56   | 荻野極     | 7    | 15     | 1    | 1:07.9  | （日照飛駿）      |
| 27/3/2022  | 日本          | 中京 | 草1200  | GI   | 高松宮紀念     | 57   | 荻野極     | 8    | 18     | 11   | 1:08.7  | 日照飛駿          |
| 21/8/2022  | 日本          | 小倉 | 草1200  | GIII | 北九州紀念     | 58   | 荻野極     | 17   | 18     | 17   | 1:08.9  | 旅程愉快          |
| 2/10/2022  | 日本          | 中山 | 草1200  | GI   | 短途馬錦標     | 57   | 荻野極     | 2    | 16     | 1    | 1:07.8  | （出奇致勝）      |
| 11/12/2022 | 香港          | 沙田 | 芝1200m | GI   | 香港短途錦標   | 57   | 連達文     | 3    | 14     | 12   | 1:09.57 | 福逸              |

## 退役後
退役後，險峰懸壁成爲了配種馬，於北海道新日高町Arrow Stud休養，在2023年進行配種，首批子嗣將於2024年出生，可於2026年出賽。
2025年2月24日，其於牧場內因大腿骨折死亡，享年10歲。

## 血統簡介
父系淘氣貓爲美國賽駒，生涯戰績優秀，曾勝出一級賽祕書處錦標及草地經典邀請錦標，亦於育馬者盃草地大賽跑獲亞軍。祖父El Prado爲愛爾蘭賽駒，生涯戰績優秀，曾勝出一級賽愛爾蘭國家錦標。
母系信念爲日本賽駒，生涯戰績優秀並稱霸短途賽事，曾勝出2002高松宮紀念及2003年短途馬錦標。父系週日寧靜是美國三冠賽雙冠馬，退役後在日本配種，在日本馬壇相當成功，贏得多項分級賽事，其子嗣贏得巨額獎金，連續12年成為日本冠軍種馬。

### 血統表
| 父線：鞍匠井系（北地舞人系）                                     |                                |               |                 |
| 種馬 淘氣貓 2001年（栗色）                                       | El Prado 1989年（灰色）        | 鞍匠井        | 北地舞人        |
| 種馬 淘氣貓 2001年（栗色）                                       | El Prado 1989年（灰色）        | 鞍匠井        | Fairy Bridge    |
| 種馬 淘氣貓 2001年（栗色）                                       | El Prado 1989年（灰色）        | Lady Capulet  | Sir Ivor        |
| 種馬 淘氣貓 2001年（栗色）                                       | El Prado 1989年（灰色）        | Lady Capulet  | Cap and Bells   |
| 種馬 淘氣貓 2001年（栗色）                                       | Kitten's First 1991年（棗色）  | Lear Fan      | 雷弼圖          |
| 種馬 淘氣貓 2001年（栗色）                                       | Kitten's First 1991年（棗色）  | Lear Fan      | Wac             |
| 種馬 淘氣貓 2001年（栗色）                                       | Kitten's First 1991年（棗色）  | That's My Hon | L'Enjouleur     |
| 種馬 淘氣貓 2001年（栗色）                                       | Kitten's First 1991年（棗色）  | That's My Hon | One Lane        |
| 繁殖雌馬 信念 1998年（棗色）                                     | 週日寧靜 1986年（棕色）        | Halo          | Hail to Reason  |
| 繁殖雌馬 信念 1998年（棗色）                                     | 週日寧靜 1986年（棕色）        | Halo          | Cosmah          |
| 繁殖雌馬 信念 1998年（棗色）                                     | 週日寧靜 1986年（棕色）        | Wishing Well  | Understanding   |
| 繁殖雌馬 信念 1998年（棗色）                                     | 週日寧靜 1986年（棕色）        | Wishing Well  | Mountain Flower |
| 繁殖雌馬 信念 1998年（棗色）                                     | Great Christine 1987年（棗色） | 單色          | 北地舞人        |
| 繁殖雌馬 信念 1998年（棗色）                                     | Great Christine 1987年（棗色） | 單色          | Pas de Nom      |
| 繁殖雌馬 信念 1998年（棗色）                                     | Great Christine 1987年（棗色） | Great Lady M  | Icecapade       |
| 繁殖雌馬 信念 1998年（棗色）                                     | Great Christine 1987年（棗色） | Great Lady M  | Soverign Lady   |
| 雌系：Great Lady M系（號族：22-d）                               |                                |               |                 |
| 五代內近親交配：北地舞人 4×4、Hail to Reason 5×4、Nearctic 5×5×5 |                                |               |                 |

## 命名由來
名字Gendarme（ジャンダルム）是阿爾卑斯山瑞士部分之山峰艾格峰中一座懸崖的名字，香港取其意，翻譯为「險峰懸壁」。

## 外部連結
- 險峰懸壁 netkeiba.com （页面存档备份，存于）
- 血統表 （页面存档备份，存于）